# Deutsches Lebensmittelbuch
Das Deutsche Lebensmittelbuch (DLMB) ist eine Sammlung von Leitsätzen, in denen Herstellung, Beschaffenheit und Merkmale von Lebensmitteln beschrieben werden. Es wird ausgearbeitet von der Deutschen Lebensmittelbuch-Kommission in mehreren Fachausschüssen und veröffentlicht vom Bundesministerium für Ernährung und Landwirtschaft (BMEL). Gesetzliche Grundlage sind
§ 15 und § 16 des Lebensmittel-, Bedarfsgegenstände- und Futtermittelgesetzbuches (LFGB). Trotz des Namens ist das Deutsche Lebensmittelbuch kein zusammenhängendes Buch und war dies auch nie, sondern neue und veränderte Leitsätze werden nach ihrer Verabschiedung im Bundesanzeiger veröffentlicht. Mehrfach sind allerdings gedruckte Ausgaben der jeweils aktuellen Leitsätze bei Behr’s erschienen.
Das Lebensmittelbuch ist keine Rechtsnorm oder Verordnung, sondern eine Orientierungshilfe für den Handel mit und die Kennzeichnung von Lebensmitteln. Es ergänzt die Rechtsnormen, besitzt den Charakter eines objektivierten Sachverständigengutachtens und unterliegt der gerichtlichen Nachprüfung. Das Ministerium charakterisiert die rechtliche Stellung der Leitsätze folgendermaßen: „Sie bringen die nach allgemeiner Verkehrsauffassung übliche Verkehrsbezeichnung im Sinne der Lebensmittel-Kennzeichnungsverordnung (LMKV) zum Ausdruck. Sie sind vorrangige Auslegungshilfe für die Beantwortung der Frage, ob eine Irreführung im Sinne der Vorschriften des Lebensmittelrechts vorliegt.“
Vorbild des Deutschen Lebensmittelbuchs war der 1891 zuerst veröffentlichte österreichische Codex Alimentarius Austriacus und das Deutsche Nahrungsmittelbuch von 1905–1922. Bei der Ausarbeitung der Leitsätze wird der von der FAO herausgegebene internationale Lebensmittelstandard Codex Alimentarius berücksichtigt.

## Deutsche Lebensmittelbuch-Kommission
Zuständig für den Inhalt des Lebensmittelbuches ist gemäß §§ 15 und 16 LFGB die Deutsche Lebensmittelbuch-Kommission (DLMBK oder DLBK), deren Arbeit und Zusammensetzung in § 16 LFGB und in ihrer Geschäftsordnung geregelt ist. Es handelt sich um ein Gremium von Vertretern der vier Interessengruppen Wissenschaft, Lebensmittelüberwachung, Verbraucherschaft und Lebensmittelwirtschaft. Die Wissenschaft wird dabei in der Berufungsperiode 2009–2015 (eigentlich bis 2014, wegen einer laufenden Evaluierung der Kommission um ein Jahr verlängert) zum Beispiel durch Hochschullehrer aus den Gebieten Lebensmittelchemie, Ernährungswissenschaft, Lebensmittel- und Wirtschaftsrecht repräsentiert, die Lebensmittelüberwachung durch Mitarbeiter von Landeslaboratorien und Veterinäruntersuchungsämtern, die Verbraucherschaft durch Vertreter der Verbraucherzentralen und der Stiftung Warentest, die Wirtschaft durch die Mitarbeiter der Wirtschaftsverbände wie des Lebensmittelverbands Deutschland, der Deutschen Landwirtschafts-Gesellschaft, des Bundesverbandes Naturkost Naturwaren oder des Bauernverbands. Vorsitzende ist in dieser Berufungsperiode Birgit Rehlender, bis 30. Juni 2020 Mitarbeiterin der Stiftung Warentest. Das Bundesministerium für Ernährung und Landwirtschaft beruft die Mitglieder der Kommission immer für einen Zeitraum von fünf Jahren, bestellt ein Präsidium aus einem Vorsitzenden und seinen Stellvertretern, erlässt die Geschäftsordnung, trägt die Kosten und stellt ein Sekretariat zur Verfügung, ist jedoch selbst in der Kommission nicht ständig vertreten und ihr gegenüber auch nicht weisungsbefugt. Es hat jedoch das Recht, Vertreter zu den Sitzungen der Kommission zu entsenden und jederzeit angehört zu werden.
Die Ausarbeitung der Leitsätze erfolgt in Fachausschüssen, die wiederum paritätisch mit Vertretern der vier genannten Interessengruppen besetzt sind. Hat sich ein Fachausschuss auf einen Entwurf geeinigt, werden nicht zur Kommission gehörige „betroffene Kreise“ der Interessengruppen und der Bundesregierung davon in Kenntnis gesetzt und haben Gelegenheit, innerhalb von vier Wochen ihre Einwände der Kommission mitzuteilen, die jedoch für die Arbeit der Kommission nicht verbindlich sind. Neue Leitsätze und Änderungen an bestehenden Leitsätzen werden von der gesamten Kommission – also nicht bloß dem zuständigen Fachausschuss – auf einer Plenarsitzung beschlossen. Gemäß § 16 LFGB soll die Kommission über die Leitsätze grundsätzlich einstimmig beschließen. Die Einstimmigkeit bezieht sich auf die Mitglieder, die bei der Plenarsitzung anwesend oder vertreten sind; außerdem müssen die Zustimmenden mehr als drei Viertel der gesamten Kommission ausmachen. Wenn kein einstimmiger Beschluss erreicht wird, dann wird eine zweite Beratung einberufen, bei der ein einstimmiger Beschluss nicht mehr gefordert wird.
Die Sitzungen der Kommission und der Fachausschüsse finden unter Ausschluss der Öffentlichkeit statt, und die Mitglieder sind über die Inhalte zur Verschwiegenheit verpflichtet (mit Ausnahme der Leitsatzentwürfe, die zur Stellungnahme an betroffene Stellen geschickt werden). 2010 kündigte die Vorsitzende an, dass in Zukunft „Sachstandsberichte“ veröffentlicht werden sollten. Tatsächlich hat das damalige Bundesministerium für Ernährung, Landwirtschaft und Verbraucherschutz einige Sachstandsberichte aus den Jahren 2010 und 2011 auf seiner Website veröffentlicht, in den Folgejahren diese Praxis jedoch nicht fortgeführt (Stand Ende 2013).

## Leitsätze
Das Deutsche Lebensmittelbuch teilt die Leitsätze nach Produktgruppen in derzeit 21 Leitsatzkapitel ein, die von 7 Fachausschüssen der Lebensmittelbuch-Kommission ausgearbeitet und aktualisiert und unabhängig voneinander veröffentlicht werden (Stand 2013). Dabei handelt es sich um folgende Produktgruppen:
Fleisch und Fleischerzeugnisse (Fachausschuss 1):
- Fleisch und Fleischerzeugnisse

Fische und Fischerzeugnisse (Fachausschuss 2):
- Fische, Krebs- und Weichtiere und Erzeugnisse daraus

Fette/Öle, Feinkostsalate, Gewürze (Fachausschuss 3):
- Speisefette und Speiseöle
- Feinkostsalate
- Gewürze und andere würzende Zutaten

Getreideerzeugnisse, Kartoffelerzeugnisse, Ölsamenerzeugnisse (Fachausschuss 4):
- Brot und Kleingebäck
- Feine Backwaren
- Teigwaren
- Kartoffelerzeugnisse
- Ölsamen und daraus hergestellte Massen und Süßwaren

Obst, Gemüse, Pilze (Fachausschuss 5):
- Obsterzeugnisse
- Gemüseerzeugnisse
- Gemüsesaft und Gemüsenektar
- Pilze und Pilzerzeugnisse

Getränke (Fachausschuss 6):
- Fruchtsäfte
- Erfrischungsgetränke
- Weinähnliche und schaumweinähnliche Getränke
- Tee, teeähnliche Erzeugnisse, deren Extrakte und Zubereitungen

Speiseeis, Honig, Puddinge/Desserts (Fachausschuss 7):
- Speiseeis und Speiseeishalberzeugnisse
- Honig
- Puddinge, andere süße Desserts und verwandte Erzeugnisse

## Geschichte

### Entstehung
Die Aufstellung des Deutschen Lebensmittelbuches geht auf die Reform des bundesdeutschen Lebensmittelrechtes zurück, die in den 1950er Jahren zuerst vom 2. Deutschen Bundestag in Angriff genommen wurde. Vorbild war der österreichische Codex Alimentarius Austriacus, einerseits hinsichtlich seiner Einteilung in Leitsätze und seiner Rechtsnatur als Richtlinie ohne Gesetzeskraft, andererseits auch mit Blick auf die Einrichtung einer ständigen Codexkommission, welche die Leitsätze aufstellt und weiterentwickelt. 1958 beauftragte der Bundestag zunächst noch das Bundesinnenministerium per Gesetz, eine Kommission zur Schaffung eines Lebensmittelbuches zu berufen. Dabei legte er bereits die bis heute bestehende Grundstruktur fest, nach der sich die Kommission aus Vertretern aus Wissenschaft, Lebensmittelüberwachung, Verbraucherschaft und Wirtschaft zusammensetzt und vom Ministerium berufen und mit einer Geschäftsordnung versehen wird.
Noch bevor die Kommission entstehen konnte, ging die Zuständigkeit nach der Bundestagswahl 1961 auf das neu gebildete Bundesministerium für Gesundheitswesen unter Leitung der Ministerin Elisabeth Schwarzhaupt über, die noch im selben Jahr die Mitglieder berief. Die Kommission trat am 27. Februar 1962 zu ihrer konstituierenden Sitzung zusammen und bildete acht Fachausschüsse, die daraufhin ihre Arbeit aufnahmen. Die ersten Leitsätze konnte die Kommission auf der 3. Plenarsitzung im Januar 1965 verabschieden, sie wurden im Juni 1965 im Bundesanzeiger veröffentlicht. Die ersten veröffentlichten Leitsatzkapitel betrafen:
- Reinheitsanforderungen an färbende Stoffe
- Reinheitsanforderungen an konservierende Stoffe
- Dauerbackwaren
- Ölsamen und daraus hergestellte Massen und Süßwaren
- Tiefgefrorene Lebensmittel
- Pilze und Pilzerzeugnisse

Von diesen bestehen heute noch die Leitsätze für Ölsamen und daraus hergestellte Massen und Süßwaren mit zwischenzeitlichen Änderungen, die übrigen wurden aufgehoben, neu gefasst oder gingen in anderen Leitsatzkapiteln auf. Im Laufe der folgenden Jahrzehnte wurden zahlreiche weitere Leitsätze verabschiedet, aktualisiert und aufgehoben.
Im Januar 2001 übertrug die Bundesregierung unter dem Kanzler Gerhard Schröder die Zuständigkeit für Lebensmittel und Bedarfsgegenstände und damit auch für das Deutsche Lebensmittelbuch vom Gesundheitsministerium auf das neu geschnittene Bundesministerium für Verbraucherschutz, Ernährung und Landwirtschaft unter der Ministerin Renate Künast.

### Jüngere Entwicklungen
Die Verbraucherorganisation Foodwatch kritisierte die Intransparenz der Arbeit der Deutschen Lebensmittelbuch-Kommission. Im Jahre 2007 verklagte sie die Bundesrepublik Deutschland, um eine Veröffentlichung der Sitzungsprotokolle zu erreichen. Diese Klage wurde Anfang 2010 vom Verwaltungsgericht Köln abgewiesen, da „ohne die gebotene Vertraulichkeit die offene Meinungsbildung und neutrale Entscheidungsfindung beeinträchtigt“ würde. Die Berufung gegen diese Entscheidung vor dem Oberverwaltungsgericht Nordrhein-Westfalen wurde am 2. November 2010 zurückgewiesen, Revision wurde nicht zugelassen. Eine Beschwerde beim Bundesverwaltungsgericht gegen die Nichtzulassung der Revision scheiterte im Juli 2011.
Im Jahre 2009 entwickelte sich, ausgehend von einem Bericht des Fernsehmagazins Frontal21 über Käseimitate, eine öffentliche Debatte über die täuschende Aufmachung und Kennzeichnung von Lebensmitteln. Als Reaktion darauf rief das Bundesministerium für Ernährung, Landwirtschaft und Verbraucherschutz unter der Ministerin Ilse Aigner im September 2009 die Initiative „Klarheit und Wahrheit bei der Kennzeichnung und Aufmachung von Lebensmitteln“ ins Leben. Diese Initiative sollte auch von der Deutschen Lebensmittelbuch-Kommission unterstützt werden, indem sie die Leitsätze verständlicher formulieren und nötigenfalls ergänzen sollte. Dazu sollte das Deutsche Lebensmittelbuch um einen horizontalen Leitsatz mit „allgemeinen Grundsätzen zu Bezeichnungen, Angaben und Aufmachungen“ von Lebensmitteln erweitert werden. Auf der 42. Präsidiumssitzung der Kommission am 29. Oktober 2009 beauftragte das Präsidium eine Arbeitsgruppe mit dem Entwurf dieses Leitsatzes, der auf der 26. Plenarsitzung am 9. Februar 2011 zur Abstimmung bereitstand. Er verfehlte jedoch die notwendige einstimmige Befürwortung und auf der 27. Plenarsitzung am 30. Juli desselben Jahres auch die in zweiter Lesung notwendige Drei-Viertel-Mehrheit, obwohl das Ministerium seinen Wunsch nach Beschluss des Leitsatzes deutlich vortrug. Die Gegner des horizontalen Leitsatzes erblickten darin eine Abkehr vom Prinzip, dass das Lebensmittelbuch nur die allgemeine Verkehrsauffassung für bestimmte Produkte beschreiben soll, und eine unzulässige normative Tendenz.
In der Folge entzog das Ministerium der Deutschen Lebensmittelbuch-Kommission seine Unterstützung, jedenfalls nach Wahrnehmung der Vorsitzenden Birgit Rehlender und anderer Mitglieder; die 2012 anstehende Feier zum 50-jährigen Bestehen der Kommission fand nicht statt. Die Ministerin Aigner kündigte eine Überprüfung der gesamten Struktur des Deutschen Lebensmittelbuches und der Kommission an; hiermit wurde nach öffentlicher Ausschreibung durch die Bundesanstalt für Landwirtschaft und Ernährung zum 1. April 2014 das auf die Land- und Lebensmittelwirtschaft spezialisierte Bonner Beratungsunternehmen AFC Public Services beauftragt, das den Zuschlag für eine „ergebnisoffene Evaluierung“ des Deutschen Lebensmittelbuches und der Kommission in Form einer wissenschaftlichen Studie erhielt.
Im Zuge der Evaluierung wurden verschiedene Optionen untersucht und im Ergebnis eine Beibehaltung der DLMBK empfohlen, aber auch eine Steigerung der Effizienz, Akzeptanz und Transparenz ihrer Arbeit durch Straffung und Stärkung der Strukturen. In der Folge wurde die Geschäftsordnung der DLMBK geändert, die Geschäftsstelle personell besser ausgestattet und die Kommission zum 1. Juli 2016 für 5 Jahre neu berufen, wobei rund 2/3 der Mitglieder neu besetzt wurden.